# 오왼
오왼(Owen, 본명: 김현우, 1991년 10월 13일 ~ )은 대한민국의 래퍼이다. 루피, 블루 등과 함께 언컷포인트(uncut point)에 소속되어 있다.또한 MEMBERS ONLY RECORDS를 설립하여 대표직에 있다. 
2020년 나플라, 루피 등과 대마초를 피웠다가 적발됐다. 전에는 오왼 오바도즈라는 예명을 사용했었다

## 소개
서울특별시 은평구 구산동과 경상남도 진주시에서 어린 시절을 보냈으며 나중에 어머니와 함께 미국 뉴저지주 포트리로 이주하게 된다. 중학교 2학년 시절에 대한민국으로 귀국했지만 미국 로스앤젤레스에서 음악 활동을 시작하게 된다. 오왼이라는 예명은 성서에 등장하는 "너의 원수가 오른쪽 뺨을 치면 왼쪽 뺨도 내어주라"라는 구절에서 따온 것이라고 한다.
《Show Me The Money 3》, 《Show Me The Money 4》에서는 3차 예선에서 탈락했지만 신인 래퍼로 주목받기 시작했고 《Show Me The Money 777》, 《Show Me The Money 8》에도 참가하게 된다. 또한 《고등래퍼 3》 결승전에서는 이진우의 노래 〈장원급제〉의 피처링을 담당했다. 오왼은 일명 붐뱁킹이라고 불리며 화가 많은 래퍼, 스스로 뜨거워지는 감자라는 별명도 있다. 그리고 랩을 할 때에는 그루브하고 재지한 랩을 많이 하지만 싱잉, 트랩, 오토튠 등 다른 장르의 랩 스타일도 뛰어나며  붐뱁 래퍼들 중에서는 최고라고 불릴 정도로 음악적 스펙트럼이 넓다.
2020년 10월 19일에 과거 오왼이 메킷레인 멤버들과 함께 대마초를 복용했다는 것이 적발되어 논란이 되었다. 때문에 쇼미더머니9에서 하차하고 모든 분량이 모자이크 편집 처리되었다.

## 음반 목록

### 정규 앨범
- 2017년 8월 27일 1집 《Problematic》

```
* 2016년 12월 21일 선공개곡 《Glendale》
* 2017년 4월 20일 선공개곡 《Yellow Iversion》
```

- 2018년 4월 20일 2집 《changes》
- 2019년 11월 14일 3집 《smile》
- 2020년 10월 8일 4집 《소년》

### 믹스 테이프
- 2014년 9월 19일 믹스 테이프 《ODB Part.1 : ODB》
- 2014년 11월 5일 믹스 테이프 《Owen Ovadoz》

```
* 2014년 8월 29일 Part 1
* 2014년 11월 5일 Part 2
```

- 2016년 1월 15일 믹스 테이프 《P.O.E.M》
- 2019년 3월 19일 믹스 테이프 《P.O.E.M 2》
- 2021년 4월 13일 믹스 테이프 《P.O.E.M 3》
- 2022년 2월 12일 믹스 테이프 《압구가니스탄》

### 미니 앨범
- 2015년 5월 21일 미니 앨범 《OJ (with Joe Rhee)》

### 싱글 앨범
- 2015년 7월 30일 싱글 《Pulp Fiction (with Joe Rhee)》
- 2016년 3월 14일 싱글 《City》
- 2016년 11월 2일 싱글 《Hypocrite》
- 2018년 10월 30일 더블 싱글 《Movie Charcter》
- 2019년 9월 7일 더블 싱글 《Relationship》\